# Șalcău
Șalcău – wieś w Rumunii, w okręgu Sybin, w gminie Mihăileni. W 2011 roku liczyła 102 mieszkańców.